# روابط شوروی و بورکینافاسو
روابط بورکینافاسو- اتحاد جماهیر شوروی به روابط تاریخی بین اتحادیه جمهوری‌های سوسیالیستی اتحاد جماهیر شوروی (اتحاد جماهیر شوروی) و جمهوری بورکینا فاسو (سابق جمهوری وال ولای فوق‌العاده) اشاره دارد. روابط بین کشورها در بعضی از بخش‌های اواخر جنگ سرد تقریباً نزدیک بود. اتحاد جماهیر شوروی حفظ یک سفارت در پایتخت بورکینافاسو اوآگادوگو، و بورکینافاسو حفظ سفارت در مسکو.
روابط دیپلماتیک بین دو کشور برای اولین بار در ۱۸ فوریه ۱۹۶۷، در اولین سالهای فرماندهی ارتش سرهنگ ژنرال سانگوئه لامیزانا در والت بالادا برقرار شد. در دهه ۱۹۶۰، اتحاد جماهیر شوروی برخی مواقع به عنوان «ولتای علیا با موشک»، ابداع شده توسط یک روزنامه‌نگار کسن اسمایل، اشاره به عدم تناسب اتحاد جماهیر شوروی از بخش دفاعی نسبت به اقتصاد غیرنظامی توسعه نیافته اشاره داشت. بامینا ژرژ نبی، وزیر برجسته بعدی دولت، مدتی به عنوان سفیر ولتائی در اتحاد جماهیر شوروی فعالیت کرد. یکی از جانشینان او اوبکریری مارک یائو بود.
در سال ۱۹۸۳، کاپیتان توماس سانکارا در کودتای نظامی به قدرت رسید. در حالی که یک انقلابی چپ چپ رادیکال که کارل مارکس و ولادیمیر لنین را مورد مطالعه قرار داده بود، سانکارا - که سعی در پیاده‌سازی آنچه که او لقب «انقلاب دموکراتیک و مردمی» داد) - با اتحاد جماهیر شوروی همسو نبود، ترجیح عدم هم ترازی و خودکفایی. از این گذشته، روابط با کشورهای به شدت طرفدار اتحاد جماهیر شوروی (مانند کوبا) نزدیک بود، و سانکارا با وجود بسیاری از اختلافات، روابط دوستانه با اتحاد جماهیر شوروی را حفظ کرد - اتحادیه میهنی برای توسعه، از نزدیک با اتحاد جماهیر شوروی، در ابتدا با سانکارا متحد شد، اما اعضای آن در سال ۱۹۸۴ از دولت پاکسازی شدند. سانکارا - که غالباً کمک‌های خارجی را به عنوان امپریالیسم محکوم می‌کرد - در یک سرمقاله روزنامه با عنوان «روح پرولتری» انتقاد کرد، سیاست‌های کمک‌های خارجی اتحاد جماهیر شوروی را مورد انتقاد قرار داد. سانکارا همچنین جنگ شوروی و افغانستان را محکوم کرد. علی‌رغم این اختلافات، اتحاد جماهیر شوروی تا حدودی همکاری با بورکینا فاسو - در درجه اول نظامی، به شکل آموزش و تجهیزات ارائه شده و از نظر اقتصادی داشت. سانکارا در اکتبر ۱۹۸۴ در سفر به سایر کشورهای دوست، به مسکو سفر کرد.
در زملان برکناری توماس سانکارا در ۱۵ اکتبر ۱۹۸۷ در یک کودتای نظامی که توسط بلز کمپائوره انجام شده بود، دولت میخائیل گورباچف به مراتب مشغول دموکراتیزاسیا، پرسترویکا و گلاسنوست بود تا در نزدیکی هر یک از درگیری‌های مهم قبلی خود در Burkina Faso و در کل آفریقا با شروع انقلاب‌های سال ۱۹۸۹، بدهی دولت بورکینابه به اتحاد جماهیر شوروی ۴٫۳ میلیون روبل بود. بورکینا فاسو پس از انحلال آن در سال ۱۹۹۱، فدراسیون روسیه را به عنوان دولت جانشین اتحاد جماهیر شوروی به رسمیت شناخت. سفارتخانه‌های قدیمی مربوط به بورکینابه و اتحاد جماهیر شوروی بعداً در دهه ۱۹۹۰ به دلیل مشکلات بودجه تعطیل شدند.